# 1630 en France
Chronologie de la France
- 1626
- 1627
- 1628
- 1629
- 1630
- 1631
- 1632
- 1633
- 1634

## Événements
- 18 janvier : le Conseil du roi est recomposé et comprend désormais le Conseil des Affaires et des dépêches et le Conseil de Direction ou des Finances[1].
- 29 janvier : rencontre à Lyon de  Jules Mazarin, envoyé par le Saint-Siège pour négocier un armistice, et de Richelieu[2].

- 6 février : la peste est signalée à Rodez[3].
- 23 février : l’armée française passe le Mont-Cenis et envahit l’Italie[4].
- 27 février : révoltes du « lanturlu » menée par le vigneron Antoine Changenet à Dijon, contre le projet de transformer la Bourgogne en pays d’élection[5].

- 22 mars : prise de Pignerol[6], clé de la plaine du Pô, et de sa citadelle le 30 mars[2]. Louis XIII refuse de le rendre à l’Espagne, choisissant la guerre contre les Habsbourg (26 avril)[7].

- Avril : l’édit de Troyes (1er édit d’Union) rassemble Clermont et Montferrand pour former Clermont-Ferrand[8].

- 12 mai : début d’une expédition française à partir du Dauphiné en Savoie et en Piémont. Chambéry est prise le 17 mai[9].

- 17 juin : traité de la Haye entre la France et les Provinces-Unies[10].
- 6 juillet : victoire du maréchal de Châtillon sur Thomas de Savoie-Carignan au combat de Séez ; la prise de Montmélian le 19 juillet et la mort du duc le 26 met fin au conflit avec la Savoie[9].
- 10 juillet : l’armée française de Montmorency bat le duc de Savoie à Veillane[9].

- 20-21 juillet : prise de Saluces par les Français après le sac de Mantoue par les Espagnols le 18[11].
- 6 août : l’armée française  de Montmorency prend Carignan[9].

- 19 septembre : insurrection des Cascaveou à Aix-en-Provence, contre l’intendant Dreux d’Aubray chargé d’organiser l’élection[12] (fin en décembre).
- 22-30 septembre, Lyon : Louis XIII est à l’article de la mort. Il guérit de manière inespérée, ce qui sauve Richelieu de la disgrâce[13].

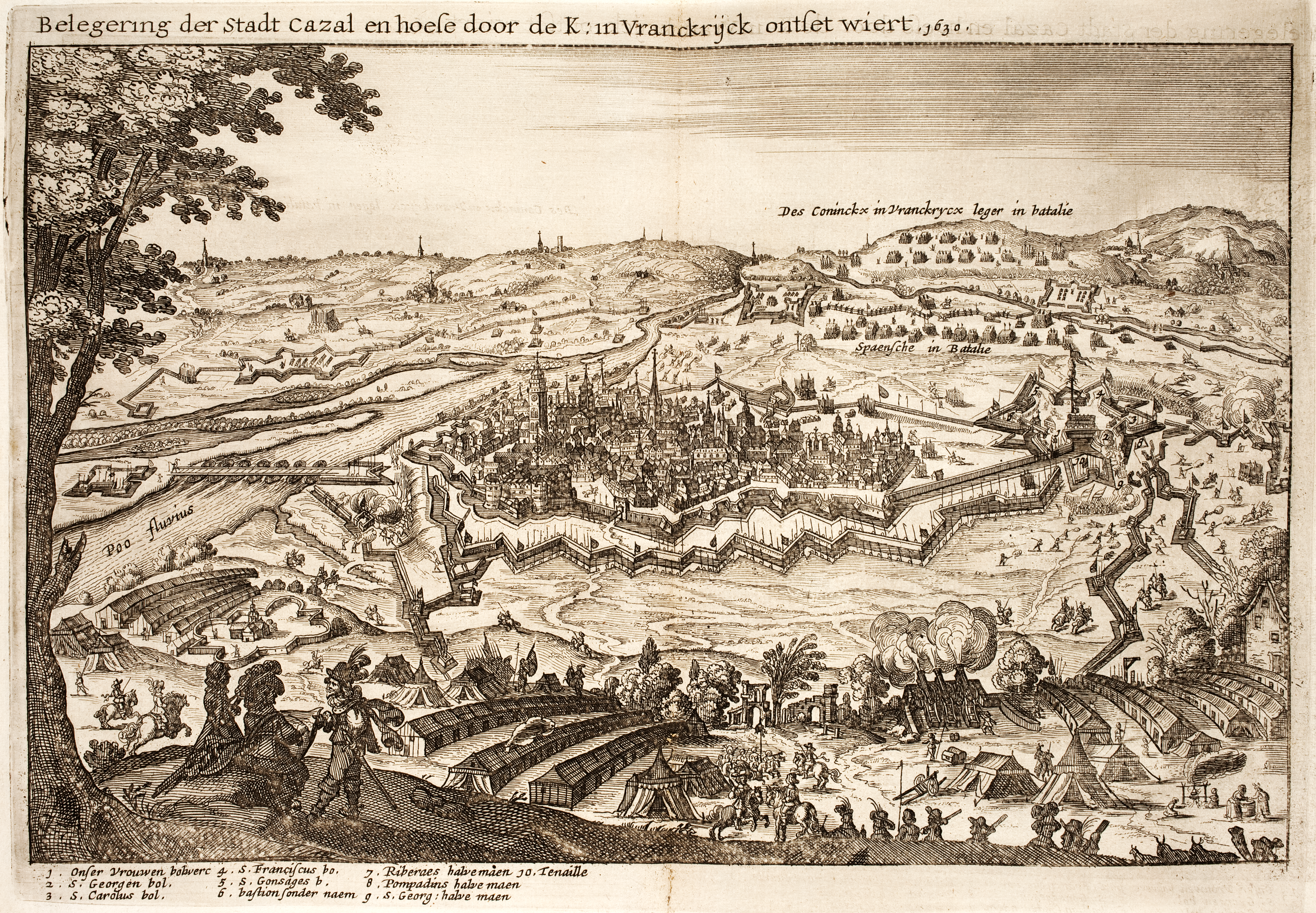
26 octobre : levée du siège de Casal. Gravure de Matthäus Merian, 1642.

- 26 octobre : les maréchaux de Schomberg, de La Force et de Marillac arrivent devant Casal, assiégée par le marquis de Santa-Croce, successeur de Spinola ; la médiation de l’envoyé du pape Urbain VIII, Mazarin, met fin aux hostilités et permet la levée du siège[9].

- 10 - 11 novembre: « journée des Dupes » qui infléchit la politique étrangère de la France dans le sens de Richelieu. Marie de Médicis, Gaston d’Orléans et Anne d’Autriche, devant l’influence grandissante de Richelieu, tentent de le faire disgracier. Louis XIII, malade, leur promet le renvoi du ministre, mais se ravise, après une entrevue avec lui à Versailles et lui livre ses ennemis. Marie de Médicis doit s’exiler (Bruxelles, Londres, Cologne). Le garde des Sceaux Marillac, partisan de la paix catholique et de la remise en ordre du royaume, choisi par la reine mère pour succéder à Richelieu est arrêté à Foglizzo (21 novembre). Son frère, le maréchal de Marillac est exécuté le 10 mai 1632). Louis XIII, en choisissant Richelieu, choisit le parti de la guerre. Le parti dévot, favorable à l’Espagne, est éliminé[14].
- 14 novembre : Charles de l’Aubespine devient garde des sceaux (fin en 1633)[15].

- Généralisation de l’institution des commissaires départis ou intendants (1630-1635). Issus de la noblesse de robe, ils sont chargés d’assurer la collecte des taxes dans les provinces et de réprimer les révoltes antifiscales[16].
- Religion : fondation à La Flèche de l’Association secrète de l’Aa (Associatio amicorum) par le père jésuite Jean Bagot[17]. La Société des bons amis est signalée au Collège de Clermont à Paris en 1645 et à Toulouse, animée par Vincent de Meur, en 1658[18].
- La marine militaire du royaume de France compte une quarantaine de navires[19].